# Karl von Kalitsch
Johann August Karl von Kalitsch (* 19. Februar 1746 in Zerbst/Anhalt; † 18. August 1814 ebenda) war ein Wirklicher Geheimer Rat in russischen und anhaltischen Diensten.

## Leben

### Herkunft und Familie
Karl war ein Sohn des preußischen Stabskapitäns und Autoren Leopold von Kalitsch (* 10. Oktober 1704; † 28. April 1752 auf Dobritz) und dessen erster Ehefrau Johanne, geborene von Fuchs (* 19. März 1721 in Zerbst; † 10. März 1746 ebenda). Sein Neffe war der Landtagsabgeordnete Friedrich von Kalitsch (* 29. April 1786 in Dessau; † 7. Februar 1870 in Dobritz). Er heiratete am 20. Januar 1769 in Zerbst Friederike von Zerbst (* 17. April 1750 in Zerbst; † 11. Oktober 1812 ebenda) und bekam mit ihr zwei Kinder:
- Christian Friedrich Ludwig (* 30. September 1773 in Zerbst; † 23. März 1841 ebenda), preußischer Oberforstmeister
- Karoline (* 21. Dezember 1784 in Zerbst; † 15. März 1818) ⚭ 1815 mit August von Zamory

### Karriere
Kalitsch wirkte als Stallmeister in Anhalt-Zerbst, bis er zum Hof- und Regierungsrat ernannt wurde. 1776 wurde er zum Regierungsassessor mit Erteilung des Hofrats-Charakters ernannt. Von 1782 bis 1812 diente er als Geheimer Rat und Präsident von Anhalt-Zerbst. Später wirkte er auch noch als Kanzler. In den Jahren 1793 bis November 1807 diente er auch als Kammerpräsident von Jever. Er starb 1814 eines natürlichen Todes. Er war Ritter des Ordens des Heiligen Wladimir I. Klasse.

## Schiften
- Trauerrede auf den Tod eines geliebten Bruders, Johann Friederich Ludewig von Kalitsch. 1772.[10]